# Техут (Лори)
Теху́т (арм. Թեղուտ) — село в Лорийской области Армении.

## География
Село расположено на северо-востоке Армении, в лесной местности. Близ села расположен Техутский лес, который славится своей красивой природой.
Близ границы с Грузией расположено Техутское медно-молибденовое месторождение, уступающее по запасам молибдена лишь Каджаранскому месторождению.
В данный момент месторождение в стадии разработки. Запасы руды на Техутском месторождении составляют 450 млн тонн. Планируется ежегодно добывать 8-12 миллионов тонн руды, из которых будет получено более 70 000 тонн концентрата меди с 28-30 % её содержанием и 1200 тонн молибдена с 50 % содержанием молибдена. Для реализации проекта придётся вырубить около 25 000 м³ леса, это может стать причиной исчезновения 29 видов чешуйчатых, 10 видов рептилий, 11 из них занесены в международную Красную книгу. Из растений лес может потерять 191 вид, 9 из которых краснокнижные. Некоторые растения и животные встречаются только в Техутском лесу. Имелись многократные выступления в защиту леса.

## Галерея

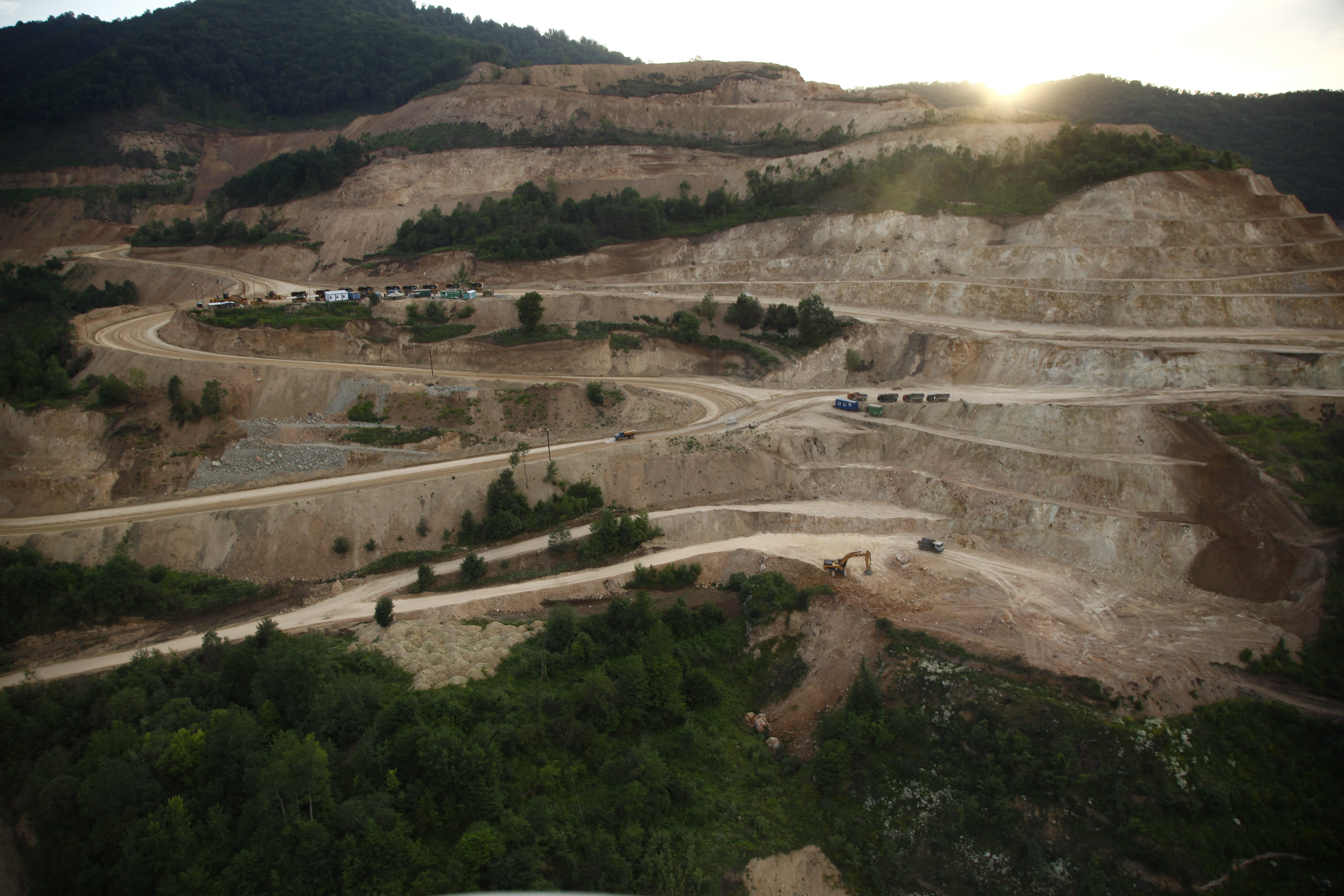
Техутское медно-молибденовое месторождение
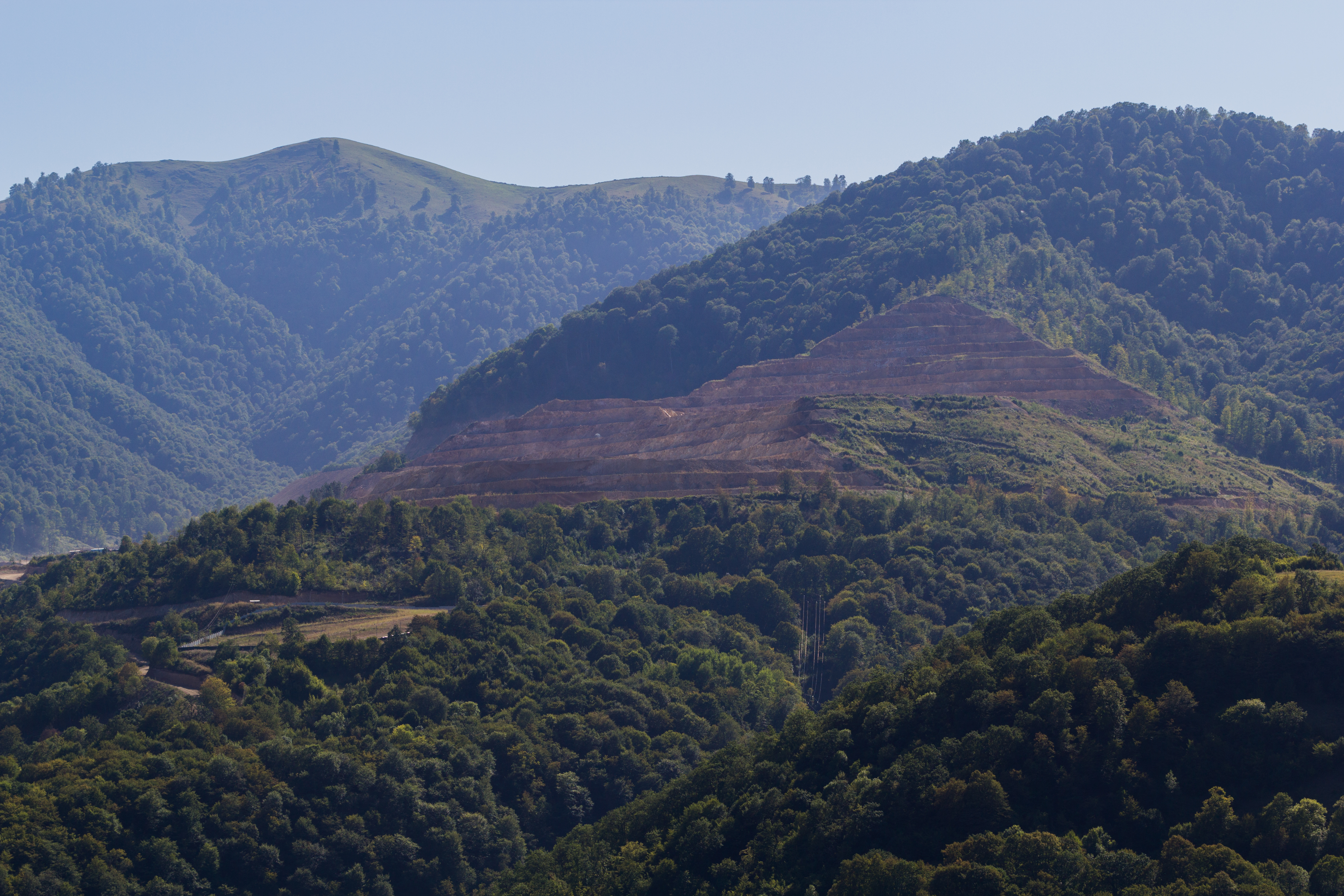
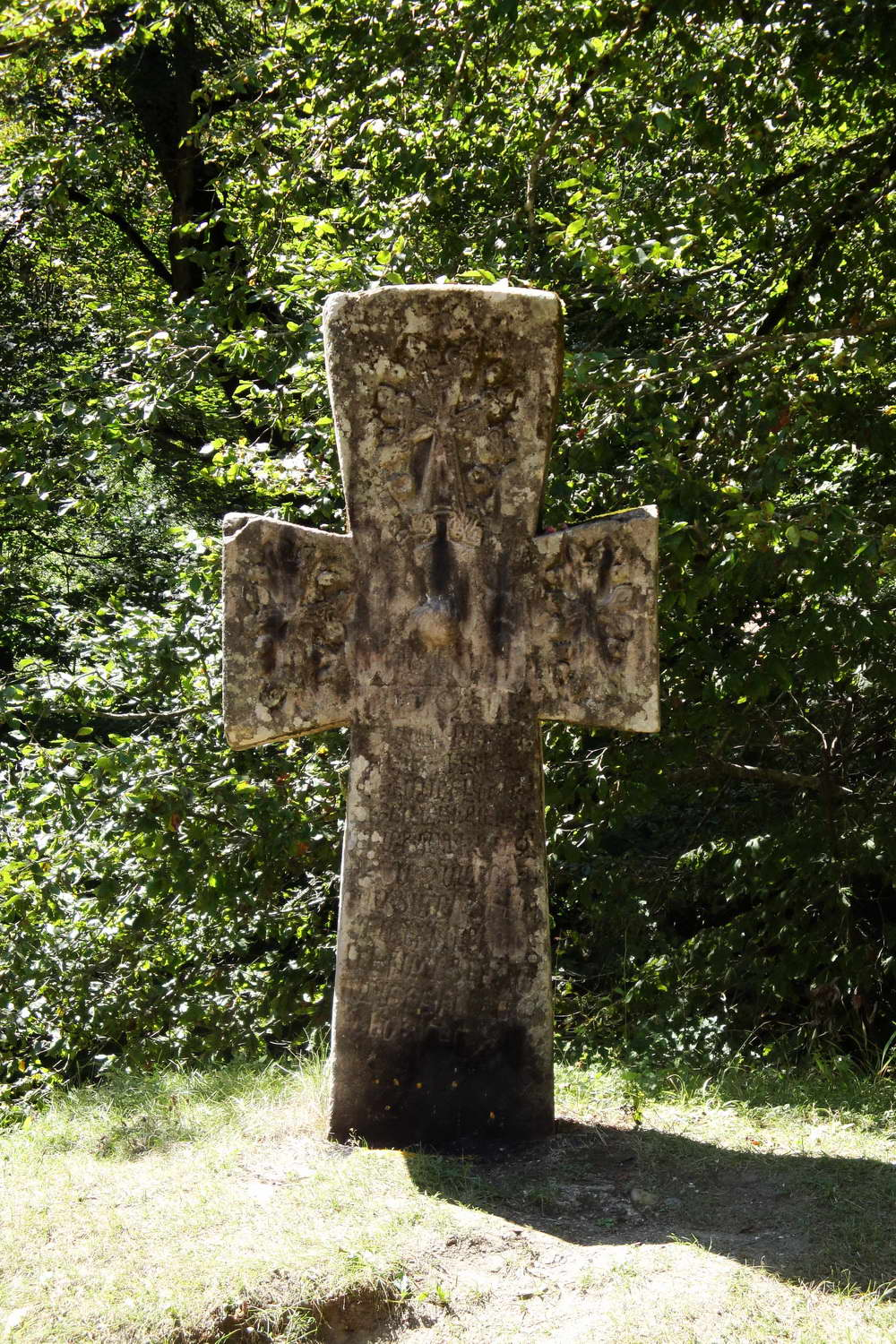
Древний хачкар
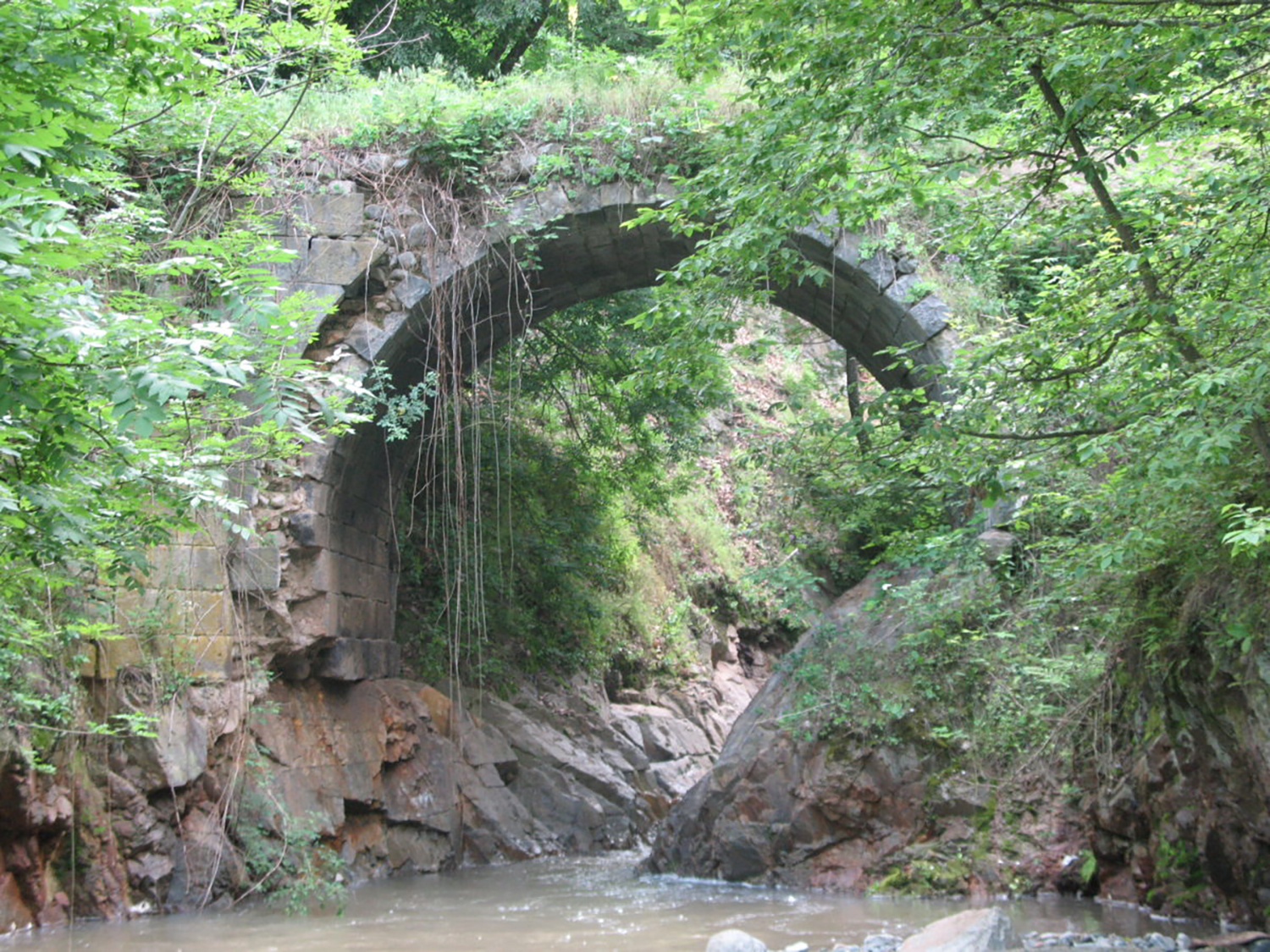
Мост XVII века
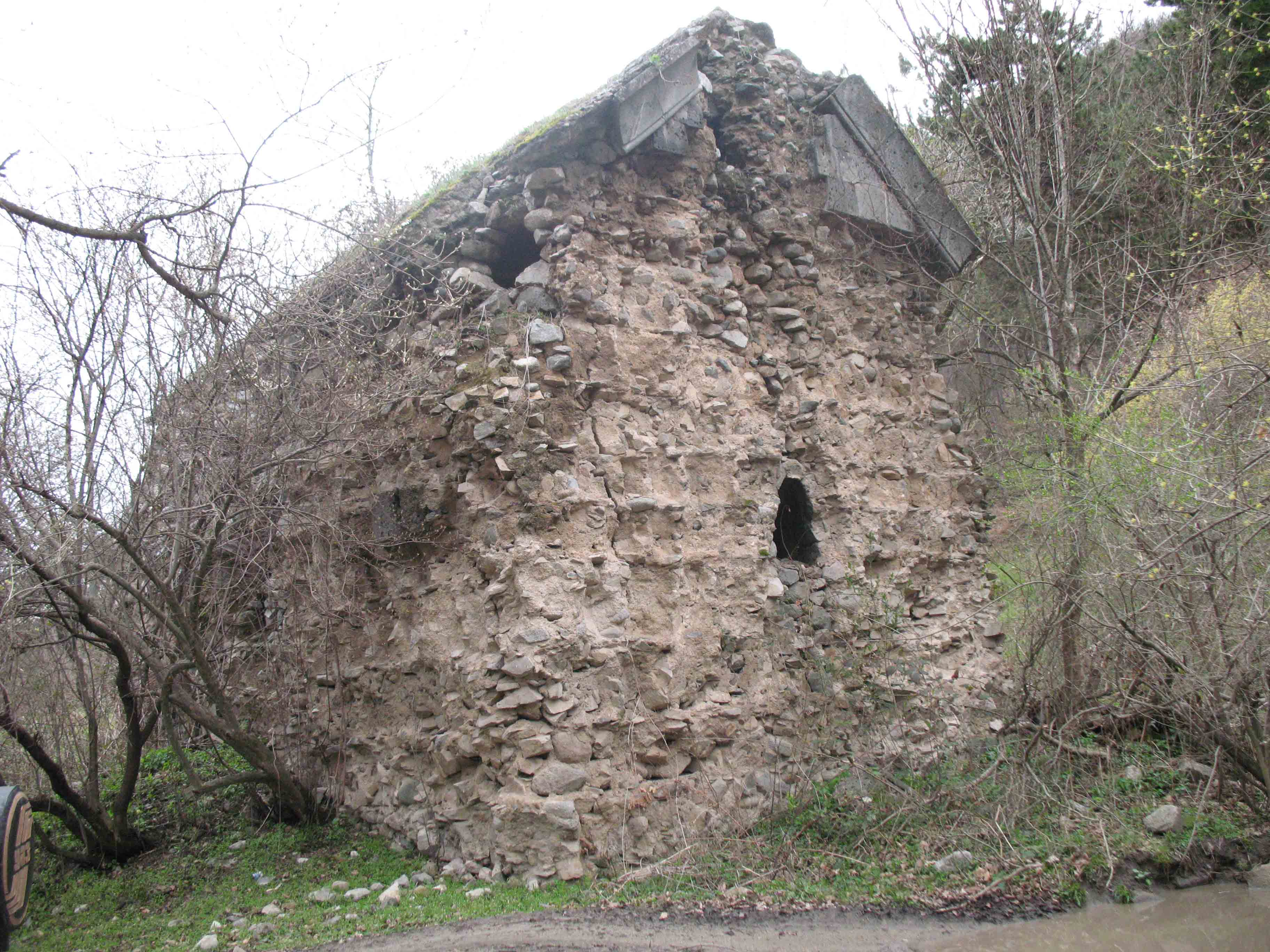
Останки монастыря Манстева, XII-XIII века
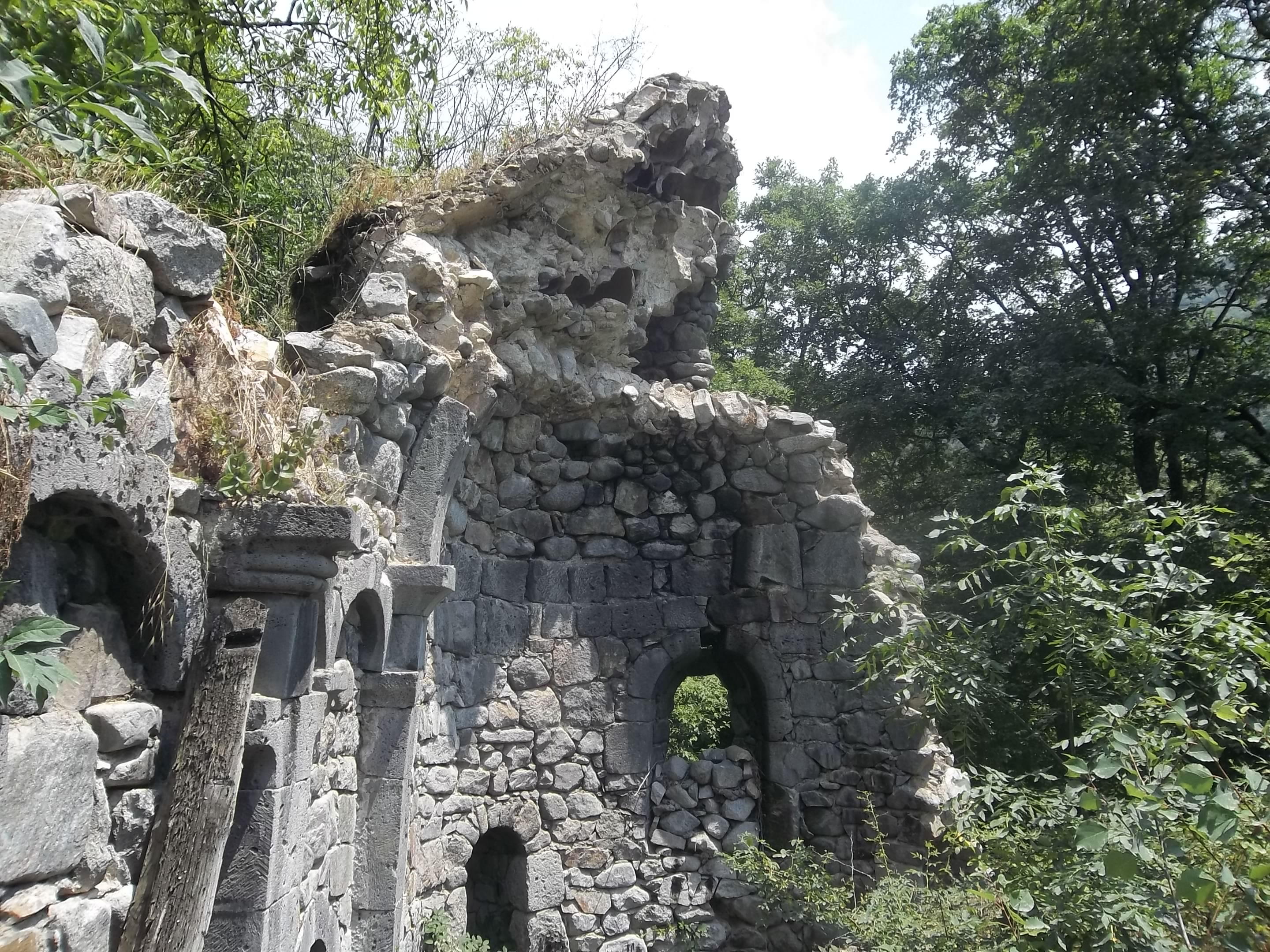

Панорама в районе села